# Phtalate de bis(2-éthylhexyle)
Pour les articles homonymes, voir DOP.
Le phtalate de bis(2-éthylhexyle), phtalate de di-2-éthylhexyle, aussi désigné sous les sigles DEHP (de l'anglais DiEthylHexyl Phthalate) ou DOP (dioctylphtalate), est un phtalate de formule brute C24H38O4.

## Présentation
Le DEHP est considéré comme dangereux pour la santé et retiré progressivement du marché européen (entre 2014 et 2015, sauf autorisation spéciale). Avant ce retrait, c'était l'un des phtalates les plus utilisés.
Selon l'INERIS (2010) en France, d'après les données des agences de l'eau, parmi tous les polluants organiques suivis, ce n'est pas le plus souvent retrouvé, mais quand il est présent, en moyenne c'est celui qui est mesuré aux plus fortes concentrations dans les sédiments. Ainsi :
- en nombre d'échantillon dont la teneur dépasse 1 mg/kg, il est  environ trois fois plus fréquent que les chloroalcanes C10-C13 qui arrivent en seconde position, et trente fois plus fréquent que le nonylphénol qui est en 3e position[5] ;
- il est trouvé à des doses de plus de 1 mg/kg dans plus de 30 % de ces cas, alors que les chloroalcanes C10-C13 le sont dans 15 % et le nonylphénol dans 1,3 % des cas[5].
- Ce phtalate est fréquemment détecté dans la viande de cétacés, notamment en Méditerranée avec une concentration moyenne de 580 µg/kg (voire jusqu'à 1 060 µg/kg selon les études[6]) chez le Rorqual commun, soit plus du double de la limite autorisée pour du poisson vendu dans le commerce[7]. Les phtalates n'étant pas bioaccumulés, ce résultat montre que l'exposition est chronique et permanente[6].

Il a pour métabolite un autre phtalate : le phtalate de mono-éthylhexyle (MEHP).

## Utilisations
Comme certains phtalates, cette substance a été ou est encore notamment massivement utilisée comme plastifiant pour matière plastique (jusqu'à 60 % en poids de résine PVC) ; sans plastifiant, le plastique serait cassant et moins résistant.
Le DEHP, en association avec le PVC, pouvait ou peut encore se retrouver dans la composition de dispositifs médicaux comme les cathéters ou les poches de sang afin de leur conférer leur flexibilité. L'indication « PVC sans-DEHP » (en anglais : DEHP-free PVC) peut être présente sur de tels dispositifs en raison de la toxicité du DEHP.

## Toxicité, écotoxicité
C'est l'un des polluants organiques les plus retrouvés dans les sédiments.
Il est considéré comme un perturbateur endocrinien, dit féminisant (qui induit une diminution de la synthèse de la testostérone). Les plastifiants lipides semblent s'accumuler au niveau du foie et du cerveau en se retrouvant dans le sang.

## Réaction enzymatique

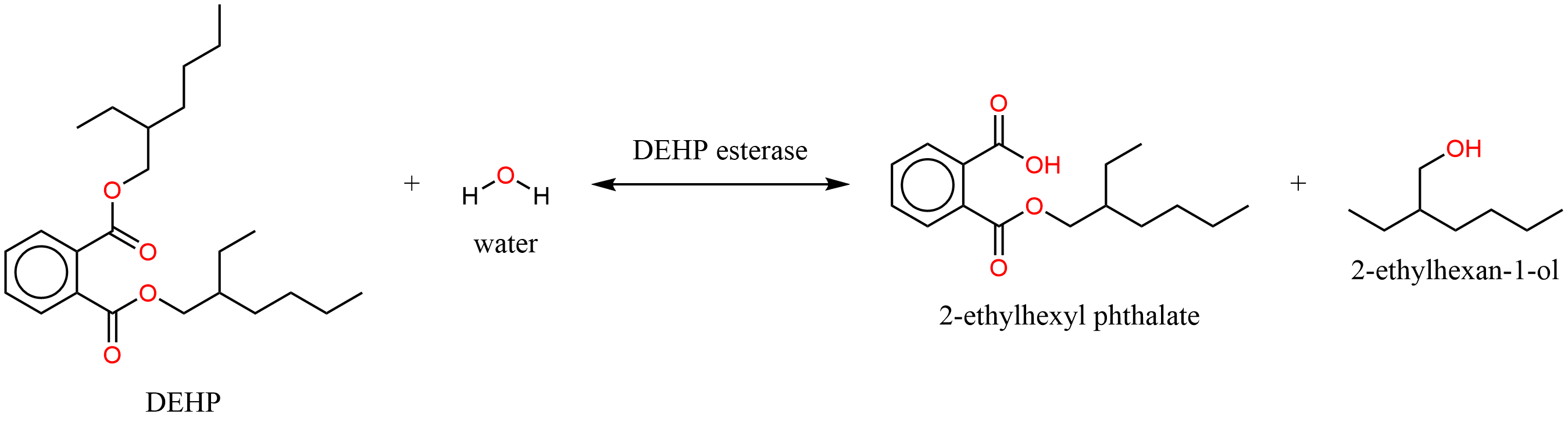
Formation de 2-éthylhexanol à partir de DEHP, en présence de DEHP estérase.